# Konstantyn I Grecki
Konstantyn I (ur. 21 lipca?/2 sierpnia 1868 w Atenach, zm. 11 stycznia 1923 w Palermo) – król Grecji w latach 1913–1917 i 1920–1922 z dynastii Glücksburgów, bocznej linii Oldenburgów. Syn Jerzego I i jego żony – Olgi Romanowej.

## Życiorys
Absolwent szkół oficerskich w Atenach i Akademii Wojskowej w Poczdamie. W młodości służył w pruskiej gwardii królewskiej. Obarczony odpowiedzialnością za klęskę Greków w wojnie z Turcją w 1897. W 1909, wskutek przewrotu z Gudi, został zmuszony do odejścia z wojska. W 1911 Elefterios Wenizelos mianował go wodzem naczelnym armii greckiej. Podczas I wojny bałkańskiej wykazał się talentem militarnym, jako naczelny dowódca polowy armii greckiej. Już wtedy ujawniła się skłonność Konstantyna do bardzo wysokiego ryzyka dowódczego i politycznego. W kwestiach strategicznych książę wykonywał jednak, acz niechętnie, rozkazy premiera Elefteriosa Wenizelosa.
Działalność Konstantyna w czasie wojen zapewniła mu znaczną popularność w społeczeństwie w momencie obejmowania tronu. Prasa nadała mu przydomki Bułgarobójcy i Syna Orła.
Po wybuchu I wojny światowej Konstantyn zajął stanowisko proniemieckie, wbrew sympatiom premiera Wenizelosa, zwolennika ententy. Konflikt między monarchą i jego otoczeniem a rządem przeszedł do historii Grecji jako schizma narodowa. 4 września 1915 Wenizelos zapowiedział w parlamencie zaangażowanie się Grecji w wojnę po stronie Ententy, z powodu czego król (mimo poparcia parlamentarnego dla premiera), doprowadził do dymisji rządu. Nowym premierem został reprezentant opcji proniemieckiej Stefanos Skulidis, który w maju 1916 zgodził się przekazać siłom bułgarskim i niemieckim fort Rupel na Strumie. Wielka Brytania i Francja oskarżyły wówczas Grecję o zdradę i dokonały zbrojnej interwencji na wyspach Chios i Korfu oraz w Pireusie. Konstantynowi przedstawiono ultimatum, w którym zażądano od niego zdemobilizowania sił greckich oraz odwołania premiera. Król zgodził się na spełnienie żądań, apelując przy tym do żołnierzy o wierność. Tymczasem 27 września Wenizelos wydał z greckiej Macedonii proklamację nawołującą do nieposłuszeństwa wobec monarchy i sformował rząd tymczasowy, który miał kontynuować jego wcześniejszą politykę. Państwa sprzymierzone, chociaż oficjalnie nie uznały tego gabinetu, zastosowały blokadę Grecji, by wymusić na królu dalsze ustępstwa. W maju 1917 francuski senator Célestin Jonnart, mianowany wysokim komisarzem ds. Grecji, zażądał wprost od monarchy abdykacji. Konstantyn nie ogłosił abdykacji, lecz 13 czerwca 1917 wyjechał do Tarentu, a następnie do Szwajcarii, oddając władzę drugiemu synowi, Aleksandrowi.
Konstantyn I wrócił do władzy po wygranych przez rojalistów wyborach parlamentarnych jesienią 1920, gdy król Aleksander już nie żył. Sukces zwolenników króla był efektem zmęczenia społeczeństwa wojnami oraz poczuciem upokorzenia z powodu otwartego ingerowania Francji i Wielkiej Brytanii w wewnętrzne sprawy Grecji.
Włochy, Francja i Wielka Brytania jednoznacznie opowiedziały się przeciwko powrotowi Konstantyna I, jednak mimo świadomości tego faktu zwolennicy monarchii zorganizowali plebiscyt, którego wyniki zostały następnie sfałszowane na korzyść władcy (według oficjalnych wyników 999960 głosów za jego powrotem przeciw 10383 przeciwko). Wbrew zapewnieniom z kampanii wyborczej, dwór opowiedział się za kontynuowaniem wojny z Turcją do ostatecznego zwycięstwa (zdobycia Konstantynopola). Armia grecka poniosła jednak klęskę. Fakt ten i rewolucja 11 września 1922 wymusiły na Konstantynie ponowną abdykację w 1922. Zmarł w rok później, na emigracji w Palermo.

## Małżeństwo i potomstwo

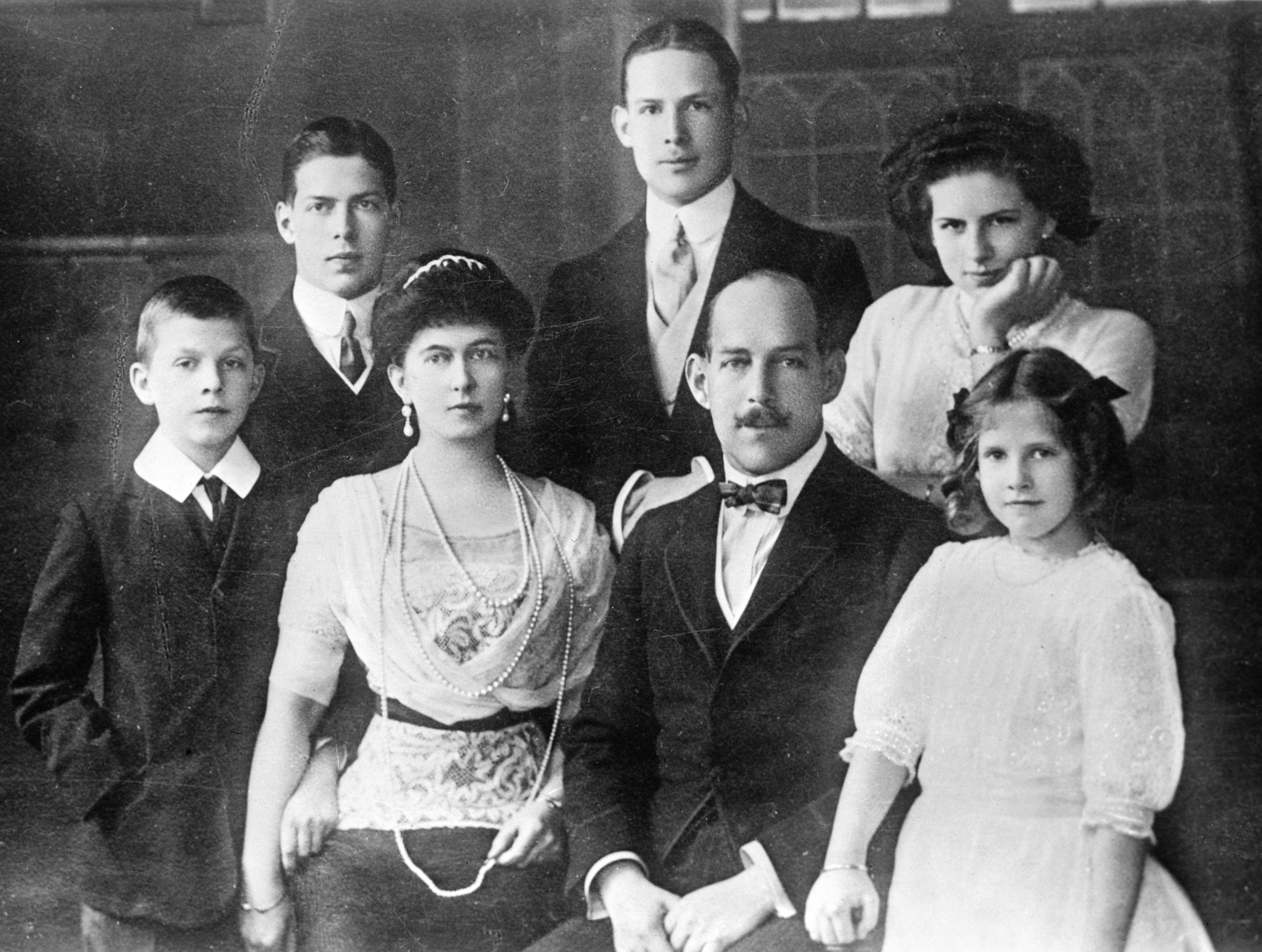
Konstantyn I z żoną i dziećmi.

27 października 1889 roku poślubił Zofię Pruską. Z tego związku urodziło się sześcioro dzieci:
- Jerzy II (1890–1947), król Grecji (1922–1924 i 1935–1947);
- Aleksander (1893–1920), król Grecji (1917–1920);
- Helena (1896–1982), królowa rumuńska;
- Paweł I (1901–1964), król Grecji (1947–1964);
- Irena (1904–1974), księżna Aosty;
- Katarzyna (1913–2007).

## Odznaczenia
- Wielki Mistrz Orderu Zbawiciela[9]
- Wielki Mistrz Orderu Jerzego I
- Order Słonia (1886, Dania)[9]
- Wielki Komandor Orderu Danebroga (1913, Dania)[10]
- Odznaka Honorowa Orderu Danebroga (Dania)
- Medal Pamiątkowy Złotych Godów Chrystiana IX i Luizy (1892, Dania)
- Order Orła Czarnego (Prusy)[9]
- Order Świętego Andrzeja (Rosja)[9]
- Order Złotego Runa (1889, Hiszpania)[9]
- Order Serafinów (Szwecja)[9]
- Order Korony Rucianej (Saksonia)[9]
- Krzyż Wielki Orderu Łaźni (1895, Wlk. Brytania)[11]
- Królewski Łańcuch Wiktoriański (1902, Wlk. Brytania)[11]
- Order Annuncjaty (Włochy)[9]
- Krzyż Wielki Orderu Świętego Stefana (1886, Austro-Węgry)[12]